# تجمع الشعب الغيني
تجمع الشعب الغيني (بالفرنسية: Rassemblement du Peuple Guinéen)‏ هو حزب سياسي في غينيا . الحزب الحاكم الحالي في البلاد ويقوده ألفا كوندي. شعبية الحزب أساسًا بين الشعب الماندينغي.
قاطع الحزب الانتخابات البرلمانية التي أجريت في 30 يونيو 2002.
بعد إقالة لانسانا كوياتي كرئيس للوزراء واستبداله بأحمد تيديان سواري في 20 مايو 2008، شجب الحزب إقالة كوياتي، وخلافًا لأحزاب المعارضة الأخرى، رفض حضور اجتماع مع سواري في 28 مايو لمناقشة تشكيل حكومة الوحدة الوطنية. وفقًا للحزب، لن يتحقق التغيير الإيجابي طالما ظل الرئيس لانسانا كونتي في السلطة، بغض النظر عمن كان رئيس الوزراء أو من كان في الحكومة، وقال الحزب إنه لن يشارك في الحكومة.
ينتمي الحزب إلى التحالف التقدمي  والاشتراكية الدولية.

## التاريخ الانتخابي

### انتخابات رئاسية
| انتخابات | مرشح الحزب | الأصوات       | %             | الأصوات        | %              | النتيجة |
| انتخابات | مرشح الحزب | الجولة الأولى | الجولة الأولى | الجولة الثانية | الجولة الثانية | النتيجة |
| -------- | ---------- | ------------- | ------------- | -------------- | -------------- | ------- |
| 1993     | ألفا كوندي | 407,221       | 19.55%        | -              | -              | خسر     |
| 1998     | ألفا كوندي | 429,934       | 16.58%        | -              | -              | خسر     |
| 2003     | ألفا كوندي | مقاطع         | مقاطع         | مقاطع          | مقاطع          | مقاطع   |
| 2010     | ألفا كوندي | 323,406       | 18.26%        | 1,474,973      | 52.52%         | انتخب   |
| 2015     | ألفا كوندي | 2,285,827     | 57.85%        | -              | -              | انتخب   |
| 2020     | ألفا كوندي | 2,438,815     | 59.49%        | -              | -              | انتخب   |

### انتخابات الجمعية الوطنية
| انتخابات | قائد الحزب | الأصوات        | %              | الأصوات   | %      |
| انتخابات | قائد الحزب | دائرة انتخابية | دائرة انتخابية | نسبي      | نسبي   |
| -------- | ---------- | -------------- | -------------- | --------- | ------ |
| 1995     | ألفا كوندي | 354,927        | 19.2%          |           |        |
| 2002     | ألفا كوندي | مقاطع          | مقاطع          | مقاطع     | مقاطع  |
| 2013     | ألفا كوندي | 1,405,585      | 47.58%         | 1,468,119 | 46.26% |
| 2020     | ألفا كوندي | 2,417,836      | 89.05%         | 1,591,650 | 55.27% |